# Gran Premio di Gran Bretagna 2008
Il Gran Premio di Gran Bretagna 2008 è stata la nona prova della stagione 2008 del campionato mondiale di Formula 1. La gara, corsa domenica 6 luglio 2008 sul Circuito di Silverstone a Silverstone, è stata vinta dal britannico Lewis Hamilton su McLaren-Mercedes, al settimo successo in carriera. Hamilton ha preceduto all'arrivo il tedesco Nick Heidfeld, su BMW Sauber, e il brasiliano Rubens Barrichello su Honda.

## Vigilia
Dopo la rottura dello scarico nel GP passato, Kimi Räikkönen e il suo staff hanno deciso di cambiare motore, il tutto senza incorrere nella penalità di 10 posizioni a causa del bonus. Infatti da quest'anno è presente una norma al regolamento che consente un cambio di motore senza subire penalità.
Questo sarà anche l'ultimo GP di Gran Bretagna per lo scozzese David Coulthard.
Inoltre Bernie Ecclestone ha anche annunciato che dal 2010 il GP non si correrà più a Silverstone bensì a Donington.

## Prove
Nella prima sessione del venerdì, si è avuta questa situazione:
| Pos | Nome              | Squadra/Motore   | Tempo    |
| --- | ----------------- | ---------------- | -------- |
| 1   | Felipe Massa      | Ferrari          | 1:19,575 |
| 2   | Heikki Kovalainen | McLaren-Mercedes | 1:19,587 |
| 3   | Lewis Hamilton    | McLaren-Mercedes | 1:19,623 |

Nella seconda sessione del venerdì, si è avuta questa situazione:
| Pos | Nome              | Squadra/Motore   | Tempo    |
| --- | ----------------- | ---------------- | -------- |
| 1   | Heikki Kovalainen | McLaren-Mercedes | 1:19,989 |
| 2   | Mark Webber       | Red Bull-Renault | 1:20,520 |
| 3   | Lewis Hamilton    | McLaren-Mercedes | 1:20,543 |

Nella sessione del sabato mattina, si è avuta questa situazione:
| Pos | Nome              | Squadra/Motore   | Tempo    |
| --- | ----------------- | ---------------- | -------- |
| 1   | Fernando Alonso   | Renault          | 1:20,740 |
| 2   | Mark Webber       | Red Bull-Renault | 1:20,988 |
| 3   | Heikki Kovalainen | McLaren-Mercedes | 1:21,266 |

## Qualifiche
Nella sessione di qualificazione, si è avuta questa situazione:
| Pos | N  | Nome                 | Costruttore/Motore  | Q 1      | Q 2      | Q 3         | Griglia |
| --- | -- | -------------------- | ------------------- | -------- | -------- | ----------- | ------- |
| 1   | 23 | Heikki Kovalainen    | McLaren-Mercedes    | 1:19.957 | 1:19.597 | 1:21,049    | 1       |
| 2   | 10 | Mark Webber          | Red Bull-Renault    | 1:20,982 | 1:19,710 | 1:21,554    | 2       |
| 3   | 1  | Kimi Räikkönen       | Ferrari             | 1:20,370 | 1:19,971 | 1:21,706    | 3       |
| 4   | 22 | Lewis Hamilton       | McLaren-Mercedes    | 1:20,288 | 1:19,537 | 1:21,835    | 4       |
| 5   | 3  | Nick Heidfeld        | BMW Sauber          | 1:21,022 | 1:19,802 | 1:21,873    | 5       |
| 6   | 5  | Fernando Alonso      | Renault             | 1:20,998 | 1:19,992 | 1:22,029    | 6       |
| 7   | 6  | Nelson Piquet Jr.    | Renault             | 1:20,818 | 1:20,115 | 1:22,491    | 7       |
| 8   | 15 | Sebastian Vettel     | Toro Rosso-Ferrari  | 1:20,318 | 1:20,109 | 1:23,251    | 8       |
| 9   | 2  | Felipe Massa         | Ferrari             | 1:20,676 | 1:20,086 | 1:23,305    | 9       |
| 10  | 4  | Robert Kubica        | BMW Sauber          | 1:20,444 | 1:19,788 | senza tempo | 10      |
| 11  | 9  | David Coulthard      | Red Bull-Renault    | 1:21,224 | 1:20,174 |             | 11      |
| 12  | 12 | Timo Glock           | Toyota              | 1:20,893 | 1:20,274 |             | 12      |
| 13  | 14 | Sébastien Bourdais   | Toro Rosso-Ferrari  | 1:20,584 | 1:20,531 |             | 13      |
| 14  | 11 | Jarno Trulli         | Toyota              | 1:21,145 | 1:20,601 |             | 14      |
| 15  | 8  | Kazuki Nakajima      | Williams-Toyota     | 1:21,407 | 1:21,112 |             | 15      |
| 16  | 17 | Rubens Barrichello   | Honda               | 1:21.512 |          |             | 16      |
| 17  | 16 | Jenson Button        | Honda               | 1:21,631 |          |             | 17      |
| 18  | 7  | Nico Rosberg         | Williams-Toyota     | 1:21.668 |          |             | 20      |
| 19  | 20 | Adrian Sutil         | Force India-Ferrari | 1:21,786 |          |             | 18      |
| 20  | 21 | Giancarlo Fisichella | Force India-Ferrari | 1:21,885 |          |             | 19      |

## Gara

### Resoconto
Non piove a inizio gara sul circuito di Silverstone, ma la pista è bagnata. Alla partenza Hamilton passa Webber e insidia il compagno di squadra Kovalainen, senza però riuscire a sopravanzarlo; Räikkönen è terzo mentre Webber si gira all’ingresso dell’Hangar Straight, dovendo lasciar sfilare il resto del gruppo. Alla chicane Abbey stessa sorte anche per Massa, mentre prima della fine del giro il pessimo avvio Red Bull è completato dal contatto tra Coulthard e Vettel con entrambi nella ghiaia, ritirati. In pochi giri Alonso sale al quarto posto passando Piquet e Heidfeld. La battaglia tra le due McLaren culmina al 5º giro con il sorpasso di Hamilton alla Stowe; l’inglese allunga e cinque giri dopo ha 5”2 su Raikkonen che ha approfittato del 360 gradi di Kovalainen, sempre alla Abbey, per salire al secondo posto. In fondo al gruppo Massa si gira una seconda volta mentre Webber risale con ottimi sorpassi e al decimo giro è già dodicesimo, avendo anche ottenuto il giro più veloce.
Anche il finlandese della Ferrari comincia a inanellare giri veloci e, complice l'usura delle gomme di Hamilton, al 20º giro ha ridotto il distacco sotto il secondo, mentre, alle loro spalle, Kovalainen, Alonso e Webber hanno aperto la tornata dei pit-stop. Al 21º giro il duo di testa rientra in contemporanea per il primo pit-stop e la gara si decide: Hamilton cambia gomme montando intermedie nuove e Räikkönen, poiché la pista si sta asciugando e non sta piovendo, mantiene le intermedie usurate.
Subito dopo la pioggia si intensifica e Räikkönen comincia a perdere 5 secondi al giro; in pochi giri Hamilton accumula un vantaggio di una trentina di secondi. Al 27º giro, Kovalainen raggiunge Raikkonen, ma esita qualche curva a portare un attacco deciso; sui due piomba Heidfeld che li passa entrambi all’ultima curva. Kovalainen sale comunque al terzo posto mentre dietro a Raikkonen si fa luce l’ottimo Piquet. Alonso ha invece pagato a sua volta il mancato cambio gomme al momento dello stop. Kimi si ferma e imbarca la benzina necessaria ad arrivare a fine gara, scendendo all’undicesimo posto. A metà gara Hamilton ha 23” sullo scatenato Heidfeld, poi Kovalainen, Kubica, che ha passato Piquet, Barrichello, Glock, Trulli, Alonso e Button. 
Al trentaquattresimo giro, Kubica infila Kovalainen alla Stowe, il finlandese rientra alla fine del giro per il secondo stop. La pioggia diventa torrenziale e stare in pista diventa un’impresa: Piquet finisce nella ghiaia alla Abbey e si ritira. Passa qualche giro e stessa sorte tocca a Kubica nello stesso punto. Le due Honda giocano la carta delle full wet e in pochi giri Barrichello risale al terzo posto. I due piloti Ferrari si girano a ripetizione, mentre Hamilton, pur non esente da qualche fuoripista, estende il suo vantaggio su Heidfeld a 40”. A diciotto giri alla fine, Barrichello sale al secondo posto.
Al quarantaseiesimo giro, Barrichello rientra per tornare alle intermedie e scende al terzo posto. Anche Trulli, quarto, deve ancora rifornire e lo fa al giro 48. Kovalainen diventa quarto, ma si gira di nuovo, perdendo due posizioni a favore di Alonso e Raikkonen. A sette giri alla fine Kimi passa la Renault ancora a Stowe, dopo che i due hanno subito il doppiaggio di Hamilton. Al terzultimo giro anche Kovalainen passa Alonso. 
L’inglese vince per la prima volta la gara di casa, confermandosi, dopo Montecarlo, maestro delle gare bagnate. Heidfeld chiude secondo a oltre un minuto, mentre Barrichello completa il podio, sfruttando la magia dello stratega Ross Brown.
La disastrosa giornata Ferrari non viene salvata dal quarto posto di Raikkonen. Incommentabile la gara di Massa, andato cinque volte in testacoda (due nei primi tre giri) e poi ultimo al traguardo. In testa alla classifica ci sono ora Hamilton, Räikkönen e Massa a 48 punti seguiti da Kubica, a 46.
Incolore la prova di Kovalainen, partito in pole position con un assetto sbagliato che gli è valso il quinto posto finale, davanti a Fernando Alonso (che ha adottato la stessa tattica delle Ferrari). Settimo Jarno Trulli, ottavo Kazuki Nakajima. Negativa la gara di Mark Webber, partito dalla prima fila e, complice alcuni testacoda, giunto decimo alle spalle di Nico Rosberg. David Coulthard, che si ritirerà alla fine della stagione, ha chiuso il suo ultimo Gran Premio di Gran Bretagna scontrandosi con Sebastian Vettel al primo giro. Silverstone invece si gode il ritorno alla vittoria di un britannico dopo 8 anni (nel 2000 ci riuscì David Coulthard).

### Risultati
I risultati del GP sono stati i seguenti:
| Pos | N  | Pilota               | Squadra/Motore      | Giri | Tempo/Ritiro e posizione al ritiro | Griglia | Punti |
| --- | -- | -------------------- | ------------------- | ---- | ---------------------------------- | ------- | ----- |
| 1   | 22 | Lewis Hamilton       | McLaren-Mercedes    | 60   | 1:39:09,440                        | 4       | 10    |
| 2   | 3  | Nick Heidfeld        | BMW Sauber          | 60   | +1:08,577                          | 5       | 8     |
| 3   | 17 | Rubens Barrichello   | Honda               | 60   | +1:22,273                          | 16      | 6     |
| 4   | 1  | Kimi Räikkönen       | Ferrari             | 59   | -1 giro                            | 3       | 5     |
| 5   | 23 | Heikki Kovalainen    | McLaren-Mercedes    | 59   | -1 giro                            | 1       | 4     |
| 6   | 5  | Fernando Alonso      | Renault             | 59   | -1 giro                            | 6       | 3     |
| 7   | 11 | Jarno Trulli         | Toyota              | 59   | -1 giro                            | 14      | 2     |
| 8   | 8  | Kazuki Nakajima      | Williams-Toyota     | 59   | -1 giro                            | 15      | 1     |
| 9   | 7  | Nico Rosberg         | Williams-Toyota     | 59   | -1 giro                            | 20      |       |
| 10  | 10 | Mark Webber          | Red Bull-Renault    | 59   | -1 giro                            | 2       |       |
| 11  | 14 | Sébastien Bourdais   | Toro Rosso-Ferrari  | 59   | -1 giro                            | 13      |       |
| 12  | 12 | Timo Glock           | Toyota              | 59   | -1 giro                            | 12      |       |
| 13  | 2  | Felipe Massa         | Ferrari             | 58   | -2 giri                            | 9       |       |
| Rit | 4  | Robert Kubica        | BMW Sauber          | 39   | Testacoda                          | 10      |       |
| Rit | 16 | Jenson Button        | Honda               | 38   | Testacoda                          | 17      |       |
| Rit | 6  | Nelson Piquet Jr.    | Renault             | 35   | Testacoda                          | 7       |       |
| Rit | 21 | Giancarlo Fisichella | Force India-Ferrari | 16   | Testacoda                          | 19      |       |
| Rit | 20 | Adrian Sutil         | Force India-Ferrari | 10   | Testacoda                          | 18      |       |
| Rit | 15 | Sebastian Vettel     | Toro Rosso-Ferrari  | 0    | Collisione con D.Coulthard         | 8       |       |
| Rit | 9  | David Coulthard      | Red Bull-Renault    | 0    | Collisione con S.Vettel            | 11      |       |

## Classifiche Mondiali

### Piloti
| Pos | Pilota             | Punti |
| --- | ------------------ | ----- |
| 1   | Lewis Hamilton     | 48    |
| =   | Felipe Massa       | 48    |
| =   | Kimi Räikkönen     | 48    |
| 4   | Robert Kubica      | 46    |
| 5   | Nick Heidfeld      | 36    |
| 6   | Heikki Kovalainen  | 24    |
| 7   | Jarno Trulli       | 20    |
| 8   | Mark Webber        | 18    |
| 9   | Fernando Alonso    | 13    |
| 10  | Rubens Barrichello | 11    |
| 11  | Nico Rosberg       | 8     |
| 12  | Kazuki Nakajima    | 8     |
| 13  | David Coulthard    | 6     |
| 14  | Timo Glock         | 5     |
| 15  | Sebastian Vettel   | 5     |
| 16  | Jenson Button      | 3     |
| 17  | Sébastien Bourdais | 2     |
| 18  | Nelson Piquet Jr.  | 2     |

### Costruttori
| Pos | Team             | Punti |
| --- | ---------------- | ----- |
| 1   | Ferrari          | 96    |
| 2   | BMW Sauber       | 82    |
| 3   | McLaren-Mercedes | 72    |
| 4   | Toyota           | 25    |
| 5   | RBR-Renault      | 24    |
| 6   | Williams-Toyota  | 16    |
| 7   | Renault          | 15    |
| 8   | Honda            | 14    |
| 9   | STR-Ferrari      | 7     |